# Anthenea
Anthenea (лат.) — род морских звёзд семейства ореастерид отряда вальватид.
У эти звёзд по пять коротких лучей, сильно закруглённых на концах. Кожа толстая, скрывает абактинальные пластинки, по крайней мере, у взрослых экземпляров, и делает их менее угловатыми. Имеются более или менее крупные краевые гранулы. Первичные пластинки и бугорки не крупнее остальных на уровне киля. Адамбулакральные пластинки имеют как минимум три набора шипов.
Их могут путать с представителями родственных родов Gymnanthenea и Goniodiscaster.
Виды этого рода в основном встречаются в западной части Тихого океана, а точнее в районе Индонезии: нет сведений о каких-либо наблюдениях их к западу от Андаманского моря, и только один вид известен на востоке Вануату.

## Виды
В роде Anthenea 23 вида:
- Anthenea acanthodes H.L. Clark, 1938
- Anthenea aspera Döderlein, 1915
- Anthenea australiae Döderlein, 1915
- Anthenea chinensis Gray, 1840
- Anthenea conjugens Döderlein, 1935
- Anthenea crassa H.L. Clark, 1938
- Anthenea crudelis Döderlein, 1915
- Anthenea diazi Domantay, 1969
- Anthenea edmondi A.M. Clark, 1970
- Anthenea elegans H.L. Clark, 1938
- Anthenea flavescens (Gray, 1840)
- Anthenea godeffroyi Döderlein, 1915
- Anthenea mertoni Koehler, 1910
- Anthenea mexicana A.H. Clark, 1916
- Anthenea obesa H.L. Clark, 1938
- Anthenea pentagonula (Lamarck, 1816)
- Anthenea polygnatha H.L. Clark, 1938
- Anthenea regalis Koehler, 1910
- Anthenea rudis Koehler, 1910
- Anthenea sibogae Döderlein, 1915
- Anthenea sidneyensis Doderlein, 1915
- Anthenea tuberculosa Gray, 1847
- Anthenea viguieri Döderlein, 1915

## Галерея

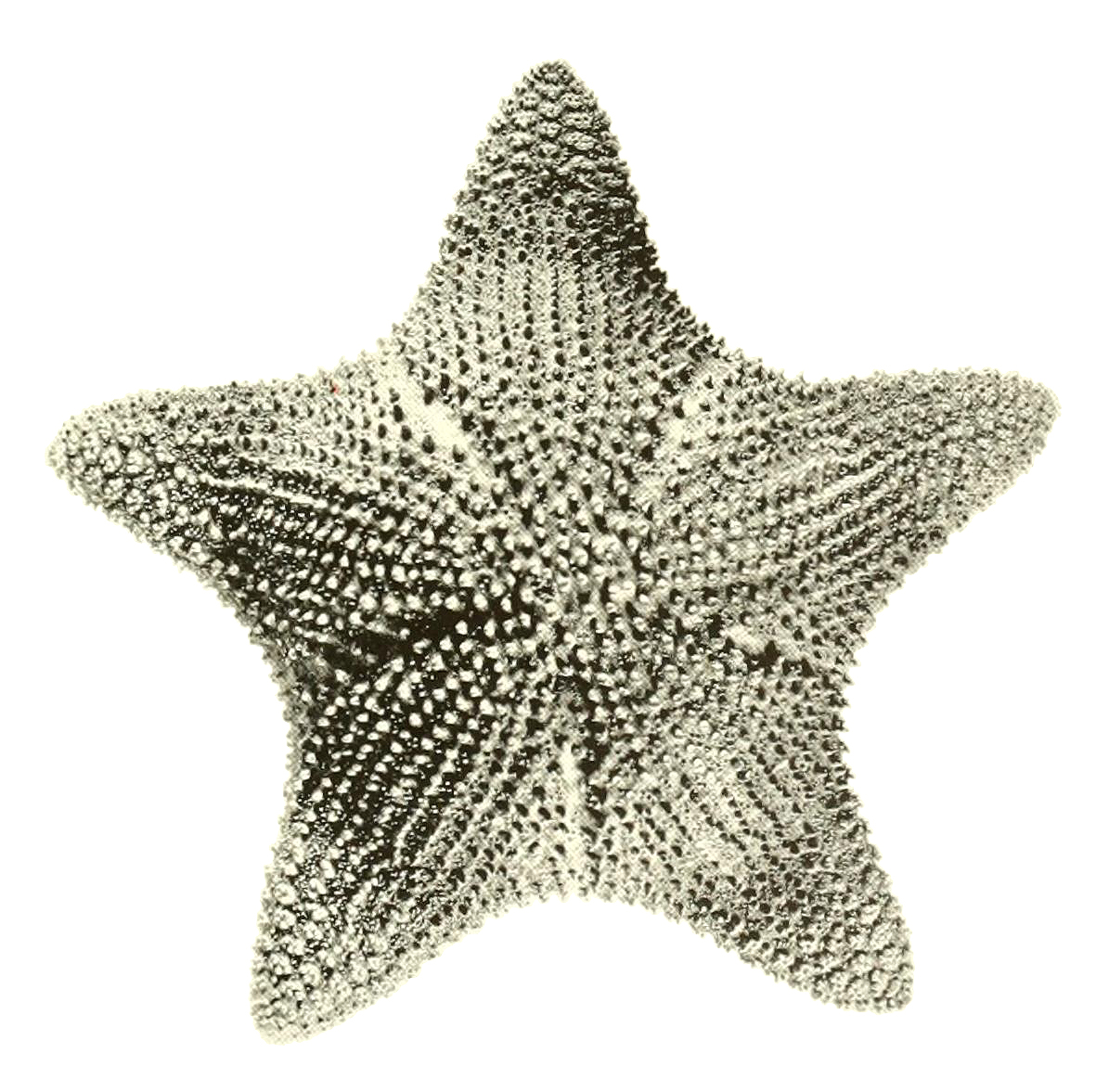
Anthenea acanthodes
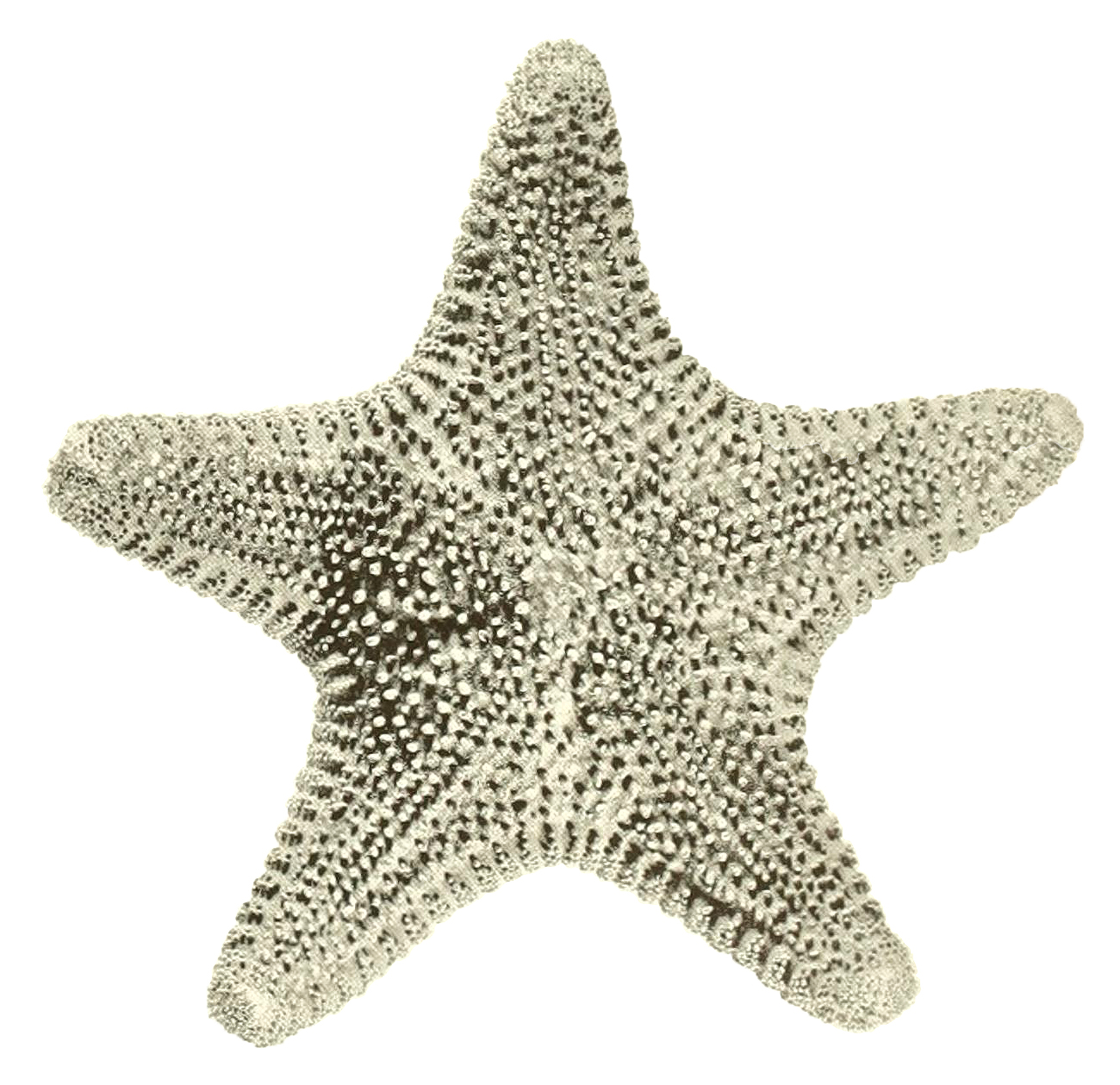
Anthenea crassa
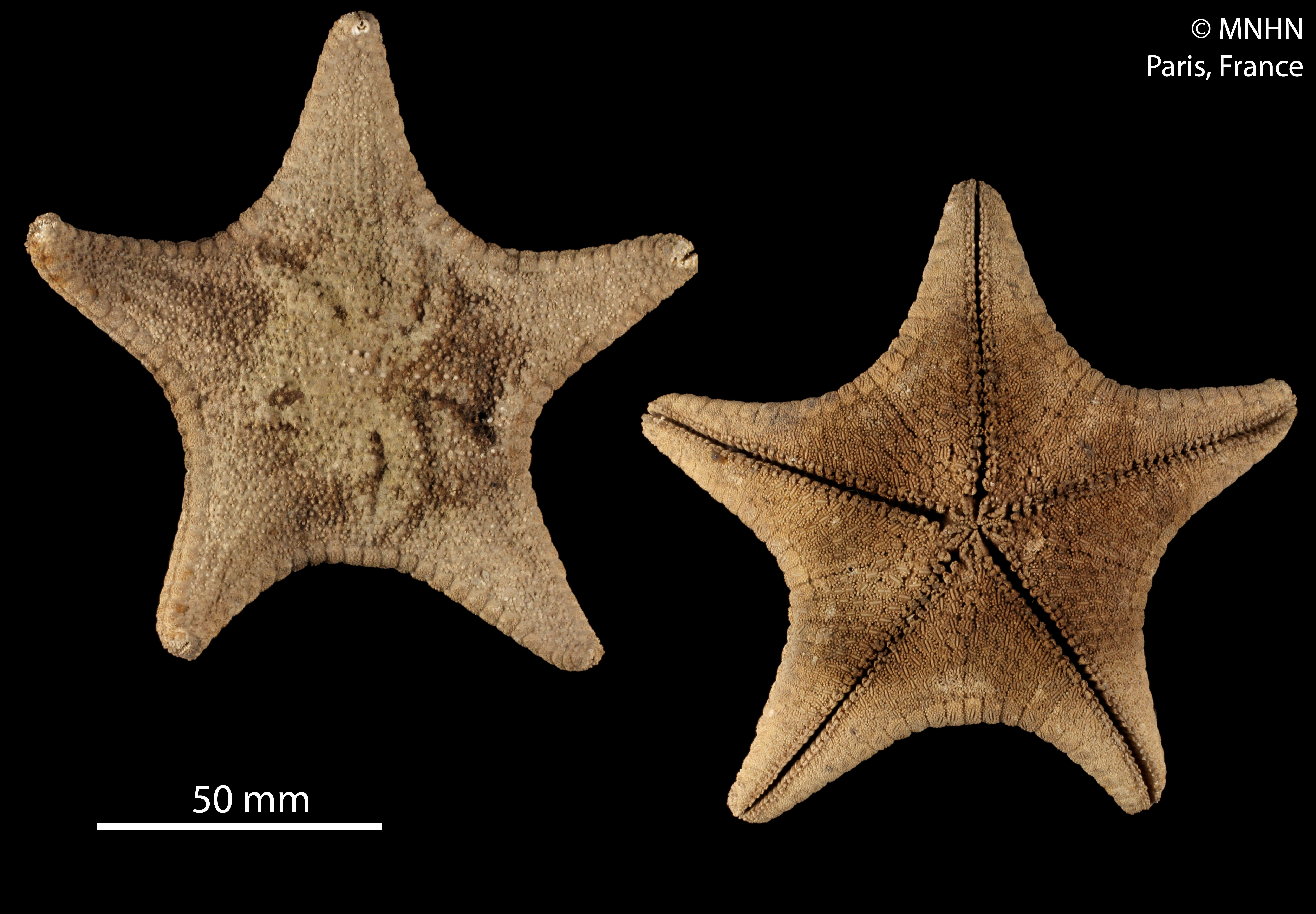
Anthenea edmondi
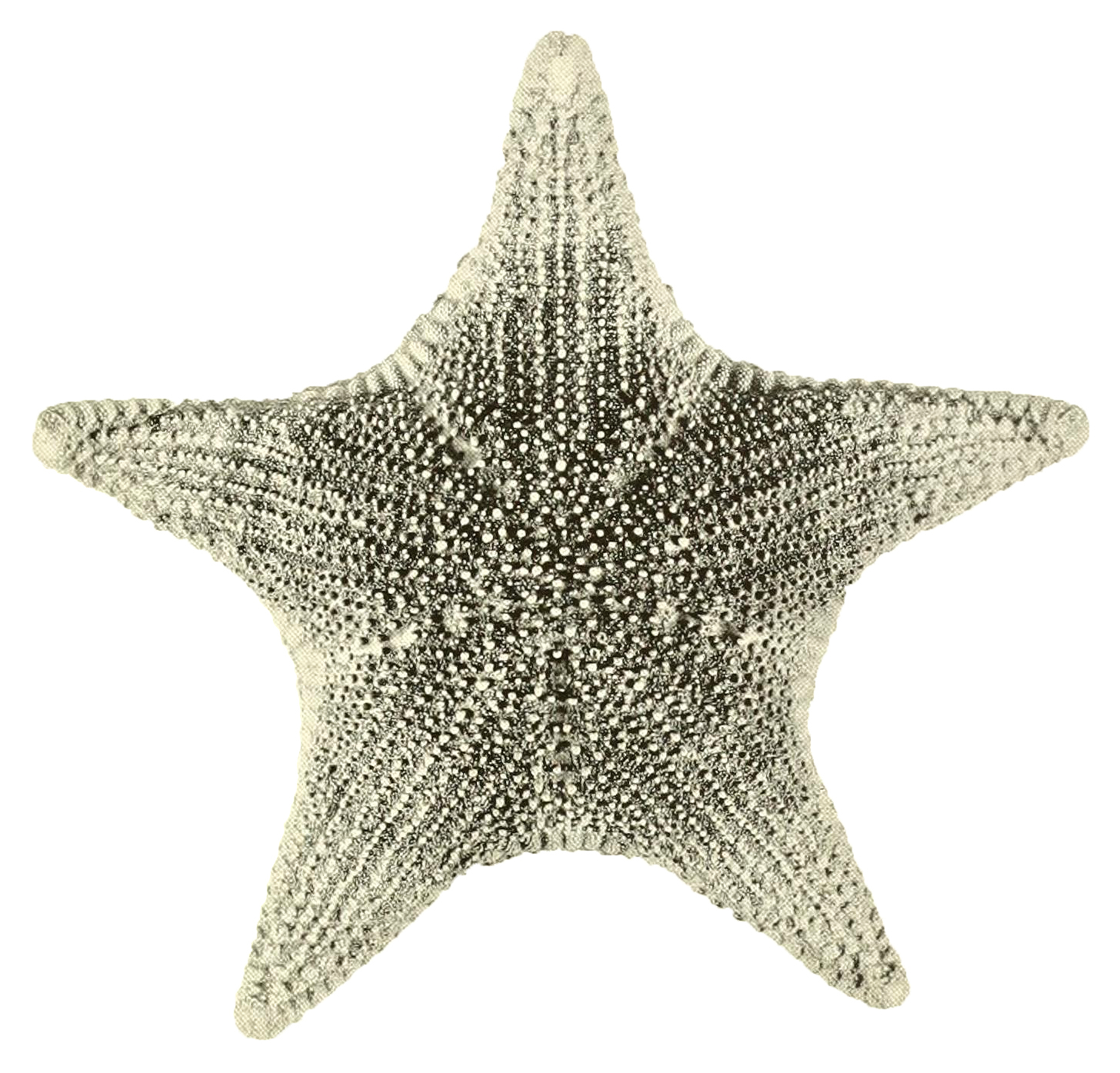
Anthenea elegans
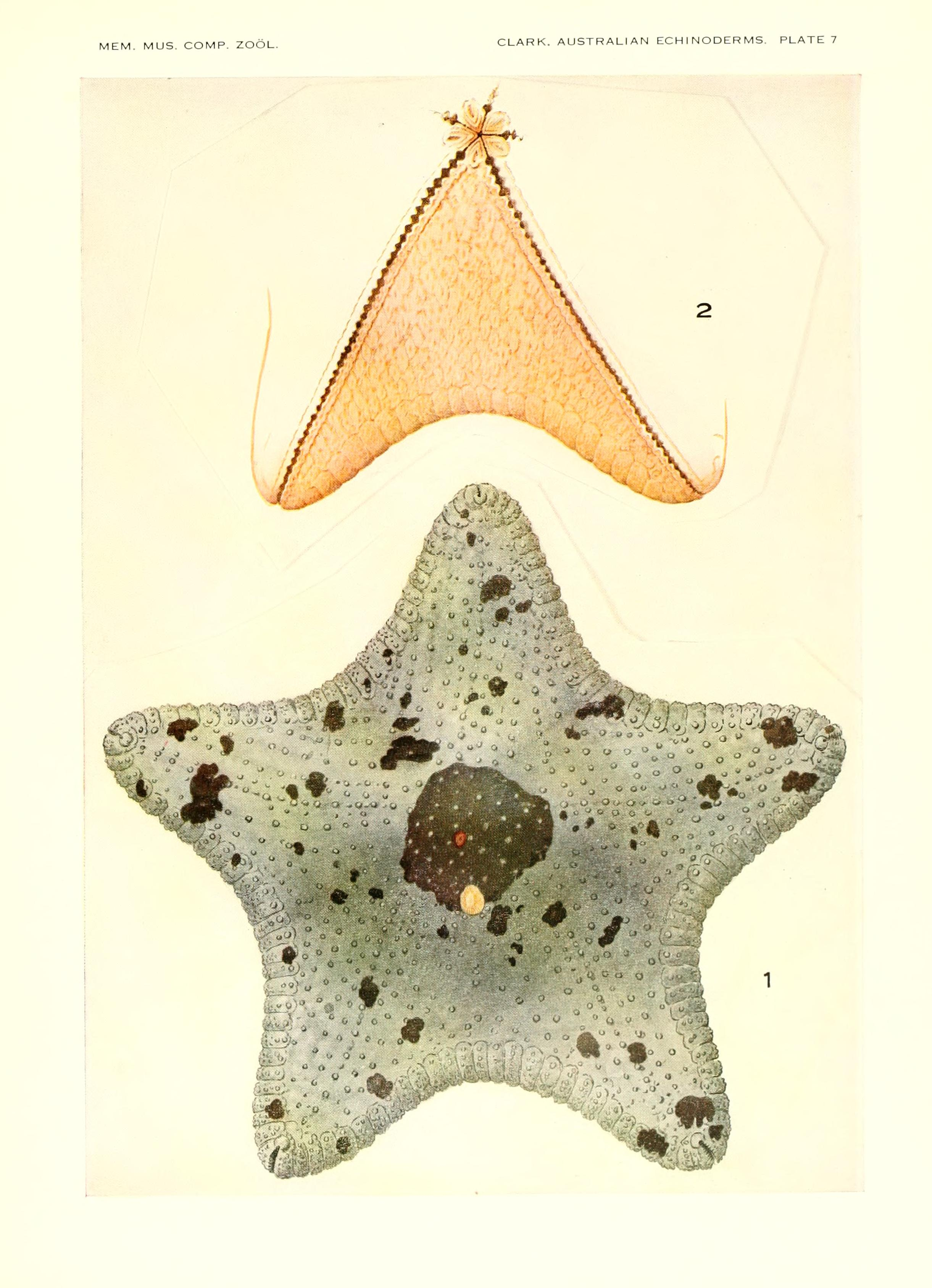
Anthenea mertoni
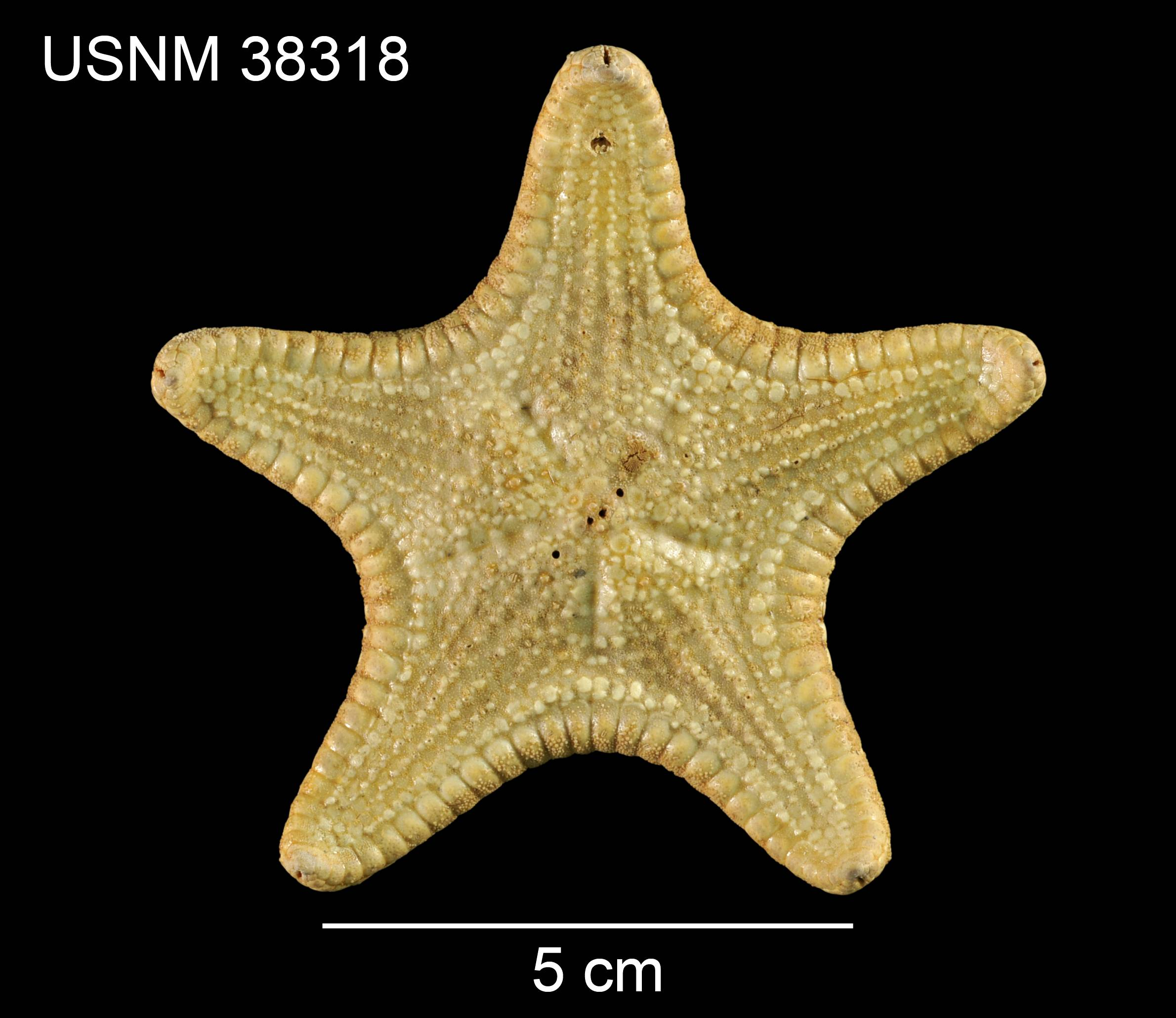
Anthenea mexicana
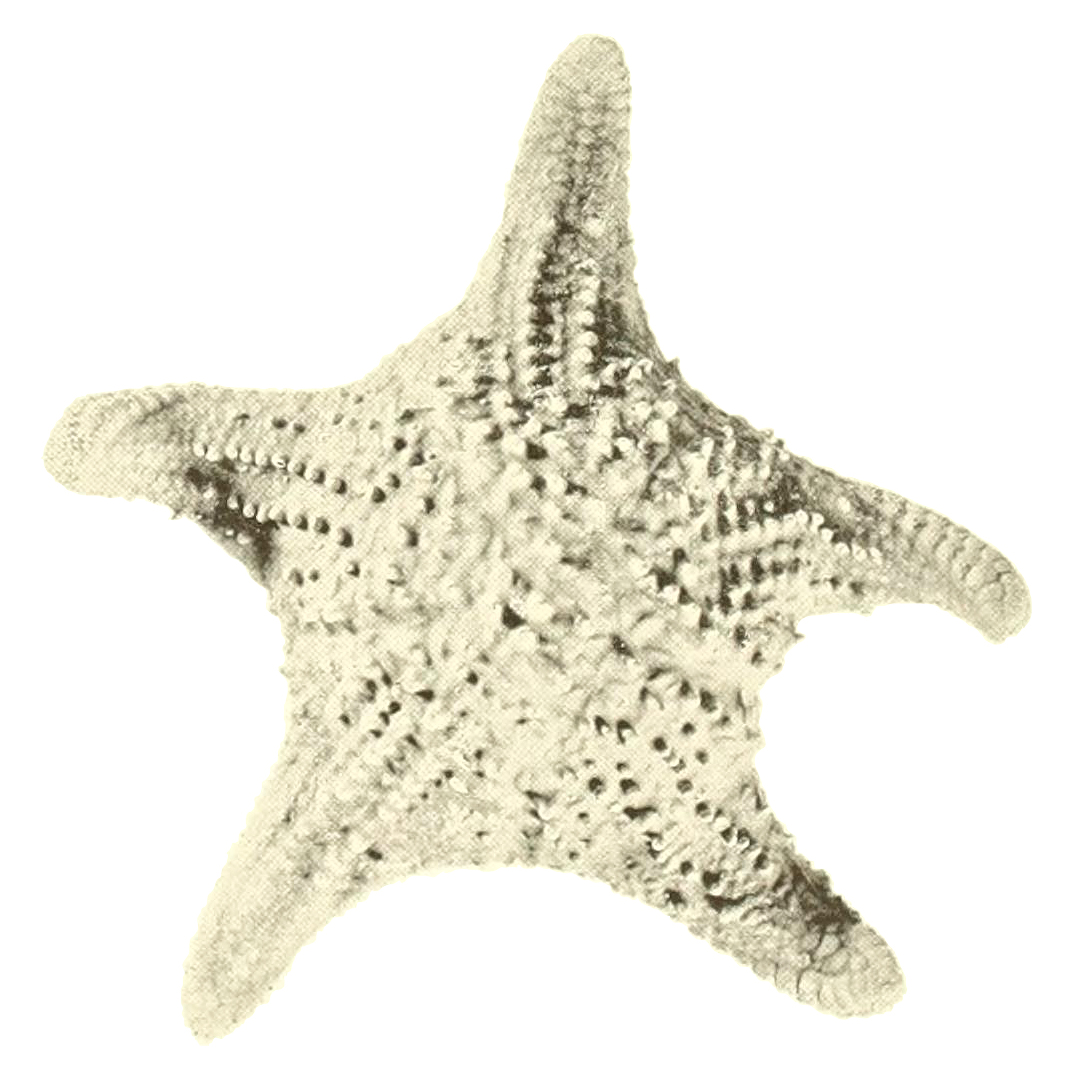
Anthenea obesa
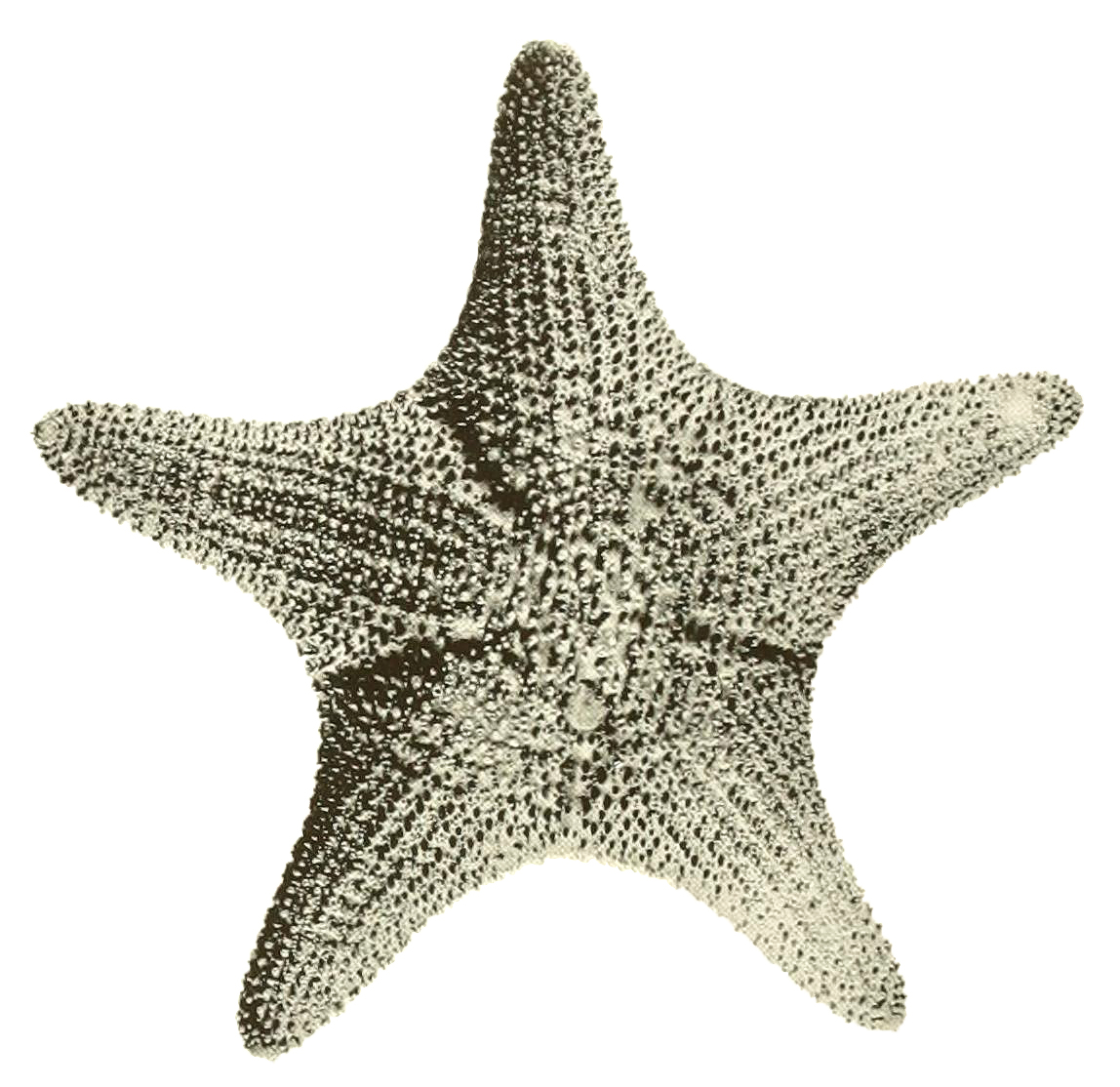
Anthenea polygnatha
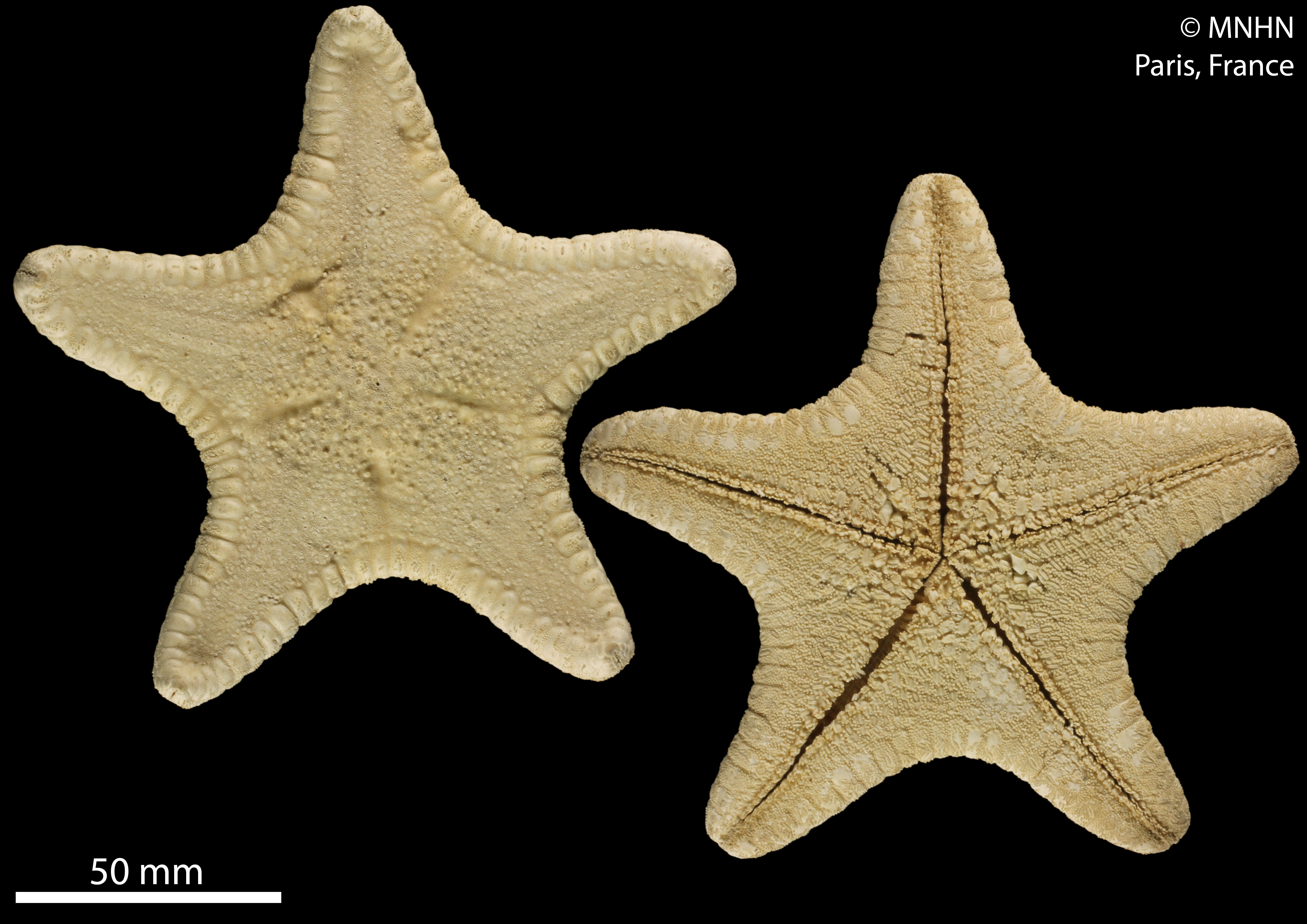
Anthenea pentagonula